# Списък с филмите на „Сърчлайт Пикчърс“
Това е списък с филмите, които са продуцирани и пуснати от американското филмово студио „Сърчлайт Пикчърс“ през 2020 г.
Всички избрани филми са по кината, освен ако не са посочени. Филмите са етикирани със символ ‡, който символизира стрийминг изданието ексклузивно чрез „Хулу“, „Дисни+“ и „Стар+“.

## 2020-те години
| Премиера             | Заглавие                                        | Бележки |
| -------------------- | ----------------------------------------------- | --- |
| 14 февруари 2020 г.  | Надолу по хълма                                 | копродукция с TSG Entertainment, Filmhaus Films и Likely Story първият филм, който е пуснат под името „Сърчлайт Пикчърс“ |
| 28 февруари 2020 г.  | Уенди                                           | кофинансиране и американско разпространение копродукция с TSG Entertainment, Department of Motion Pictures и Journeyman Pictures                                                                                                |
| 28 август 2020 г.    | Личната история на Дейвид Копърфийлд            | единствено разпространение в Северна Америка копродукция с FilmNation Entertainment и Film4 |
| 29 януари 2021 г.    | Земя на номади                                  | копродукция с Highwayman Films, Hear/Say Productions и Cor Cordium Productions коразпространен с Hulu на 19 февруари 2021 г. |
| 25 юни 2021 г.       | Лято на душата                                  | единствено разпространение продуциран от Onyx Collective, RadicalMedia, Mass Distraction Media, Vulcan Productions, Concordia Studio, Play/Action Pictures, and LarryBilly Productions; коразпространен с Hulu на 2 юли 2021 г. |
| 20 август 2021 г.    | Нощната къща                                    | копродукция с Anton, TSG Entertainment и Phantom Four Films |
| 17 септември 2021 г. | Очите на Тами Фей                               | копродукция с Freckle Films, MWM Studios и Semi-Formal Productions |
| 22 октомври 2021 г.  | Френският бюлетин на Либърти, Канзас Ивнинг Сън | копродукция с Indian Paintbrush и American Empirical Pictures |
| 29 октомври 2021 г.  | Рога                                            | копродукция с TSG Entertainment, Phantom Four и Double Dare You Productions |
| 17 декември 2021 г.  | Улицата на кошмарите                            | копродукция с TSG Entertainment и Double Dare You Productions |
| 4 март 2022 г.       | Fresh ‡                                         | копродукция с Hyperobject Industries и Legendary Entertainment разпространен от Hulu в Съединените щати, Star+ в Латинска Америка, и Disney+ в световен мащаб чрез Star                                                         |
| 3 юни 2022 г.        | Fire Island ‡                                   | копродукция с Jax Media разпространен от Hulu в Съединените щати, Star+ в Латинска Америка, и Disney+ в световен мащаб чрез Star                                                                                                |
| 17 юни 2022 г.       | Любов на повикване ‡                            | единствено разпространение копродукция с Genesius Pictures и Align разпространен от Hulu |
| 29 юли 2022 г.       | Not Okay ‡                                      | копродукция с Makeready разпространен от Hulu |
| 16 септември 2022 г. | Вижте как бягат                                 | копродукция с DJ Films |
| 21 октомври 2022 г.  | Баншите от Инишерин                             | копродукция с Blueprint Pictures, Film4 и TSG Entertainment |
| 18 ноември 2022 г.   | Менюто                                          | копродукция с Hyperobject Industries |
| 9 декември 2022 г.   | Империята на светлината                         | копродукция с Neal Street Productions и TSG Entertainment |
| 31 март 2023 г.      | Rye Lane ‡                                      | копродукция с BBC Film, BFI, DJ Films and Turnover Films; разпространява се от Hulu в САЩ, Star+ в Латинска Америка, и Disney+ в световен мащаб                                                                                 |
| 20 април 2023 г.     | Quasi ‡                                         | копродукция с Broken Lizard Industries; разпространява се от Hulu в САЩ, Star+ в Латинска Америка, и Disney+ в световен мащаб                                                                                                   |
| 21 април 2023 г.     | Шевалие                                         | копродукция с Element Pictures |
| 9 юни 2023 г.        | Flamin' Hot ‡                                   | копродукция с Franklin Entertainment; разпространява се от Hulu и Disney+ в САЩ |
| 14 юли 2023 г.       | Театрален лагер                                 | единствено разпространение; produced by Topic Studios, Picturestart and Gloria Sanchez Productions |
| 8 ноември 2023 г.    | The Last Repair Shop                            | продуциран от Breakwater Studios |
| 17 ноември 2023 г.   | Гол за победа                                   | копродукция с Imaginarium Productions |
| 8 декември 2023 г.   | Клети създания                                  | копродукция с Element Pictures, TSG Entertainment, Film4, Limp и Fruit Tree |
| 22 декември 2023 г.  | Всички сме непознати                            | копродукция с Blueprint Pictures и Film4 |
| 2 февруари 2024 г.   | Suncoast ‡                                      | копродукция с Freestyle Picture Company, Seven Deuce Entertainment и 3 Arts Entertainment |
| 5 април 2024 г.      | The Greatest Hits ‡                             | копродукция с Groundswell Productions and Flying Point |
| 21 юни 2024 г.       | Благи деяния                                    | копродукция с Element Pictures и Film4 |
| 23 август 2024 г.    | The Supremes at Earl's All-You-Can-Eat ‡        | копродукция с Temple Hill Entertainment |
| 3 октомври 2024 г.   | Hold Your Breath ‡                              | копродукция с Topic Studios, Fruit Tree, Extreme Emotions и Rego Park; разпространява се от Hulu в САЩ, и Disney+ в световен мащаб                                                                                              |
| 1 ноември 2024 г.    | Истинска болка                                  | единствено разпространение; продуциран от Topic Studios, Fruit Tree, Extreme Emotions и Rego Park |
| 6 декември 2024 г.   | Nightbitch ‡                                    | копродукция с Archer Gray, Annapurna Pictures и Defiant by Nature |
| 25 декември 2024 г.  | Напълно непознат                                | копродукция с The Picture Company, White Water, Range Media Partners, Turnpike Films and Veritas Entertainment Group |